# El Capitan (Schiff, 1917)
Die El Capitan war ein US-amerikanisches Frachtschiff, das im Ersten und Zweiten Weltkrieg im Auftrag der Vereinigten Staaten von Amerika Kriegsdienst leistete. Sie wurde am 9. Juli 1942 als Teil des Nordmeergeleitzuges PQ 17 von mehreren Junkers Ju 88 des Kampfgeschwaders 30 bombardiert. Nachdem die gesamte Besatzung geordnet von Bord gehen konnte, versenkte am 10. Juli 1942 U 251 das verlassene Schiff. (Lage)

## Geschichte
Die Southern Pacific Company hatte die El Capitan bei der Newport News Shipbuilding and Drydock Company in Auftrag gegeben. Noch bevor sie ausgeliefert wurde, übernahm der staatliche United States Shipping Board die Kontrolle über das Schiff. Grund dafür war der bevorstehende Eintritt der Vereinigten Staaten in den Ersten Weltkrieg.
Im Zweiten Weltkrieg war sie seit dem 26. Juni 1941, unter panamaischer Flagge, für die staatliche US Lines Inc. New York unterwegs. Am 8. Juli 1942 steuerte Kapitän John E. Therik sie als Teil des Geleitzuges PQ 17, als sie in der Barentssee 19 Überlebende des Frachters John Witherspoon aufnahm, der zwei Tage zuvor von U 255 versenkt worden war. Am 9. Juli 1942 wurde der Geleitzug von deutschen Flugzeugen 65 Meilen nordöstlich von Iokanga angegriffen. Drei Bomben fielen auf und neben die El Capitan, wodurch die Abteilungen 4 und 5 mit Wasser voll liefen. Das Schiff musste aufgegeben werden und alle 37 Besatzungsmitglieder, 11 Armeeangehörige und 19 Schiffbrüchige wurden von der HMS Lord Austin übernommen, während das Schiff seinem weiteren Schicksal überlassen wurde. Nach der Rettung der Besatzung wurde versucht, das Schiff mit Bordwaffenbeschuss zu versenken. Nachdem dies misslang, wurde das Wrack am 10. Juli 1942 um 0.45 Uhr durch Torpedobeschuss von U 251 auf der Position versenkt.

## Geleitzüge
Im Zweiten Weltkrieg nahm sie an folgenden Geleitzügen teil.
| Geleitzug | Zeit          | Ausgangshafen   | Zielhafen            |
| --------- | ------------- | --------------- | -------------------- |
| HX 156    | Oktober 1941  | Halifax (Lage)  | Liverpool (Lage)     |
| PQ 3      | November 1941 | Hvalfjörður     | Archangelsk (Lage)   |
| QP 4      | Januar 1942   | Archangelsk     | Seyðisfjörður (Lage) |
| WN 238    | Januar 1942   | Oban (Lage)     | Methil (Lage)        |
| FS 715    | Februar 1942  | Methil          | Southend (Lage)      |
| FN 642    | Februar 1942  | Southend        | Methil               |
| EN 53     | März 1942     | Methil          | Oban                 |
| SC 81     | April 1942    | Halifax         | Liverpool            |
| UR 25     | Mai 1942      | Loch Ewe (Lage) | Reykjavík (Lage)     |
| PQ 17     | Juli 1942     | Reykjavík       |                      |